# Charles Forster Willard
Charles Forster Willard (1883 – 1977) byl americký inženýr, pilot a automobilový závodník.
Charles Willard úspěšně absolvoval Harvardovu univerzitu. Věnoval se automobilovému závodění, později se stal jedním z prvních žáků pilotní školy Glenna Curtisse. Willard získal čtvrté pilotní osvědčení v USA a v pořadí desáté vydané FAI.
Byl i členem americké Aeronautic Society. 10. prosince 1909 provedl první přelet nad Los Angeles; letěl s letounem Curtiss Golden Flyer.
Zúčastnil se mezinárodních leteckých závodů (Dominguez International Air Meet) na letišti Dominguez Field v Los Angeles v lednu 1910. Zvítězil v soutěži o nejlepší přistání a získal prémii 250 dolarů. Vítězství v této soutěži jej okamžitě proslavilo.
Zabýval se radiotechnikou (spojením letadel a pozemních stanic) a později se stal hlavním konstruktérem hydroplánů u firmy Glenn L. Martin, kde pracoval s Glennem Curtisem.
V roce 1961 svůj historický let nad Los Angeles zopakoval v dvojplošníku s výkonem 50 koňských sil. Letectví se věnoval až do své smrti v roce 1977.